# Bembidion doris
Bembidion doris es una especie de escarabajo del género Bembidion, familia Carabidae. Fue descrita científicamente por Panzer en 1796.
Habita en Albania, Austria, Bielorrusia, Bélgica, Bosnia y Herzegovina, Chequia, Dinamarca, Estonia, Finlandia, Francia, Alemania, Gran Bretaña, Hungría, Irlanda, Italia, Letonia, Lituania, Moldavia, Países Bajos, Noruega, Polonia, Portugal, Rumania, Rusia, Eslovaquia, Eslovenia, España, Suecia, Suiza y Ucrania.